# Trofeo Costa Etrusca Internazionale Femminile
Il Trofeo Costa Etrusca Internazionale Femminile fu una corsa in linea femminile di ciclismo su strada che si tenne nella Costa degli Etruschi, in Toscana (Italia), dal 1997 al 2011. Dal 2007 al 2011 fece parte del Calendario internazionale femminile UCI come prova di classe 1.2.

## Storia
Nato nel 1997 come singola corsa, nel 2007 vennero organizzate per la prima volta due gare, il Gran Premio Comuni di Riparbella e Montescudaio ed il Gran Premio Comuni di Santa Luce e Castellina Marittima, entrambe incluse nel calendario internazionale femminile UCI come prove di classe 1.2. L'edizione successiva vide l'organizzazione delle stesse due gare con percorso contrario, mentre dal 2009 venne affiancato un terzo evento, il Gran Premio Comuni di Vada, Rosignano Marittimo e Livorno. Nel 2010 le gare tornarono ad essere solamente due, la quarta edizione della Montescudaio-Riparbella e la quinta della Castellina Marittima-Santa Luce. Nel 2011 infine si tornò al formato a singola corsa.

## Albo d'oro
Aggiornato all'edizione 2011.
| Anno | Vincitrice          | Seconda                | Terza                  |
| ---- | ------------------- | ---------------------- | ---------------------- |
| 1997 | Imelda Chiappa      | Edita Pučinskaitė      | Fabiana Luperini       |
| 1998 | Simona Parente      | Catherine Marsal       | Luisiana Pegoraro      |
| 1999 | Zinaida Stahurskaja | Catherine Marsal       | Luisiana Pegoraro      |
| 2000 | Edita Pučinskaitė   | Svetlana Samochvalova  | Giovanna Troldi        |
| 2001 | Fabiana Luperini    | Zinaida Stahurskaja    | Simona Parente         |
| 2002 | Nicole Cooke        | Noemi Cantele          | Simona Parente         |
| 2003 | Susanne Ljungskog   | Nicole Cooke           | Rochelle Gilmore       |
| 2004 | Oenone Wood         | Regina Schleicher      | Edita Pučinskaitė      |
| 2005 | Nicole Cooke        | Nicole Brändli         | Modesta Vžesniauskaitė |
| 2006 | Fabiana Luperini    | Trixi Worrack          | Dorte Lhose Rasmussen  |
| 2007 | Nicole Cooke        | Fabiana Luperini       | Nicole Brändli         |
| 2007 | Martina Corazza     | Monia Baccaille        | Susanne Ljungskog      |
| 2008 | Noemi Cantele       | Regina Bruins          | Judith Arndt           |
| 2008 | Kristin Armstrong   | Fabiana Luperini       | Noemi Cantele          |
| 2009 | Emma Pooley         | Kristin Armstrong      | Marianne Vos           |
| 2009 | Sarah Düster        | Emma Johansson         | Noemi Cantele          |
| 2009 | Linda Villumsen     | Modesta Vžesniauskaitė | Emma Johansson         |
| 2010 | annullato           | annullato              | annullato              |
| 2011 | Shelley Olds        | Grace Verbeke          | Martine Bras           |
| 2012 | annullato           | annullato              | annullato              |